# Ichiya Kumagae
Ichiya Kumagai (jap. 熊谷一弥 Kumagai Ichiya; według dawnej transkrypcji: Kumagae; ur. 10 września 1890 w Ōmuta, zm. 16 sierpnia 1968 w Kamakurze) – tenisista japoński, reprezentant w Pucharze Davisa, medalista olimpijski.

## Kariera tenisowa
Do jego największych sukcesów należy zaliczyć dwa srebrne medale olimpijskie zdobyte na igrzyskach olimpijskich w Antwerpii w 1920. W grze pojedynczej uległ w finale Louisowi Raymondowi z RPA 7:5, 4:6, 5:7, 4:6, a w grze podwójnej, w parze z rodakiem Seiichirō Kashio, przegrał z Brytyjczykami Oswaldem Turnbullem i Maxwellem Woosnamem 2:6, 7:5, 5:7, 5:7.
Kumagai miał także znaczący udział w jedynym w historii awansie Japonii do finału Pucharu Davisa. W 1921 zdobył w dwóch pojedynkach eliminacyjnych pięć punktów (przegrał jedynie debla z Zenzō Shimizu przeciwko Australijczykom), dzięki czemu Japonia mogła przystąpić do meczu finałowego z obrońcą tytułu, reprezentacją USA. W meczu z dominującymi w tym okresie w Pucharze Davisa Amerykanami, Japończycy nie mieli wiele do powiedzenia. Kumagai uległ Billowi Johnstonowi i Williamowi Tildenowi, a w deblu (również z Shimizu) Richardowi Williamsowi i Watsonowi Washburnowi. Mecz zakończył się wynikiem 5:0 dla USA.
Japoński tenisista miał na koncie zwycięstwa nad wieloma czołowymi zawodnikami, m.in.: Tildenem, Johnstonem, Vincentem Richardsem, Robertem Lindleyem Murrayem. Był zawodnikiem leworęcznym. Tilden uważał go za jednego z najlepszych graczy świata na tzw. nawierzchni twardej, chwaląc szczególnie jego drajw-forhend i serwis (niżej oceniał natomiast jego umiejętności wolejowe i ogólnie grę na trawie). Przez większą część swojej kariery Kumagai grał w turniejach amerykańskich, obok tenisa zajmując się w USA prywatnymi interesami. Był w związku z tym klasyfikowany w rankingu amerykańskim, pięciokrotnie w latach 1916-1921 w czołowej dziesiątce (1916 jako nr 5, 1918 nr 6, 1919 najwyżej – nr 3, jedynie za Johnstonem i Tildenem, 1920 nr 4, 1921 nr 7). W 1918 doszedł w mistrzostwach USA do półfinału, ulegając zdecydowanie Tildenowi 2:6, 2:6, 0:6.
W 1951 jako kapitan prowadził zespół japoński w pierwszym powojennym występie w Pucharze Davisa. Na kortach trawiastych w Louisville (Kentucky) Japończycy nie mieli nic do powiedzenia z zespołem amerykańskim, finalistą tych rozgrywek rok wcześniej (również w 1951 Amerykanie doszli do finału), w składzie którego grali Bill Talbert, Tony Trabert, Herbert Flam i Dick Savitt. Podobnie jak w czasie aktywnej kariery zawodniczej Kumagai, przywitany tytułem w "New York Times" Kumagai wraca do Nowego Jorku, doznał porażki 0:5.